# Mama Pandy

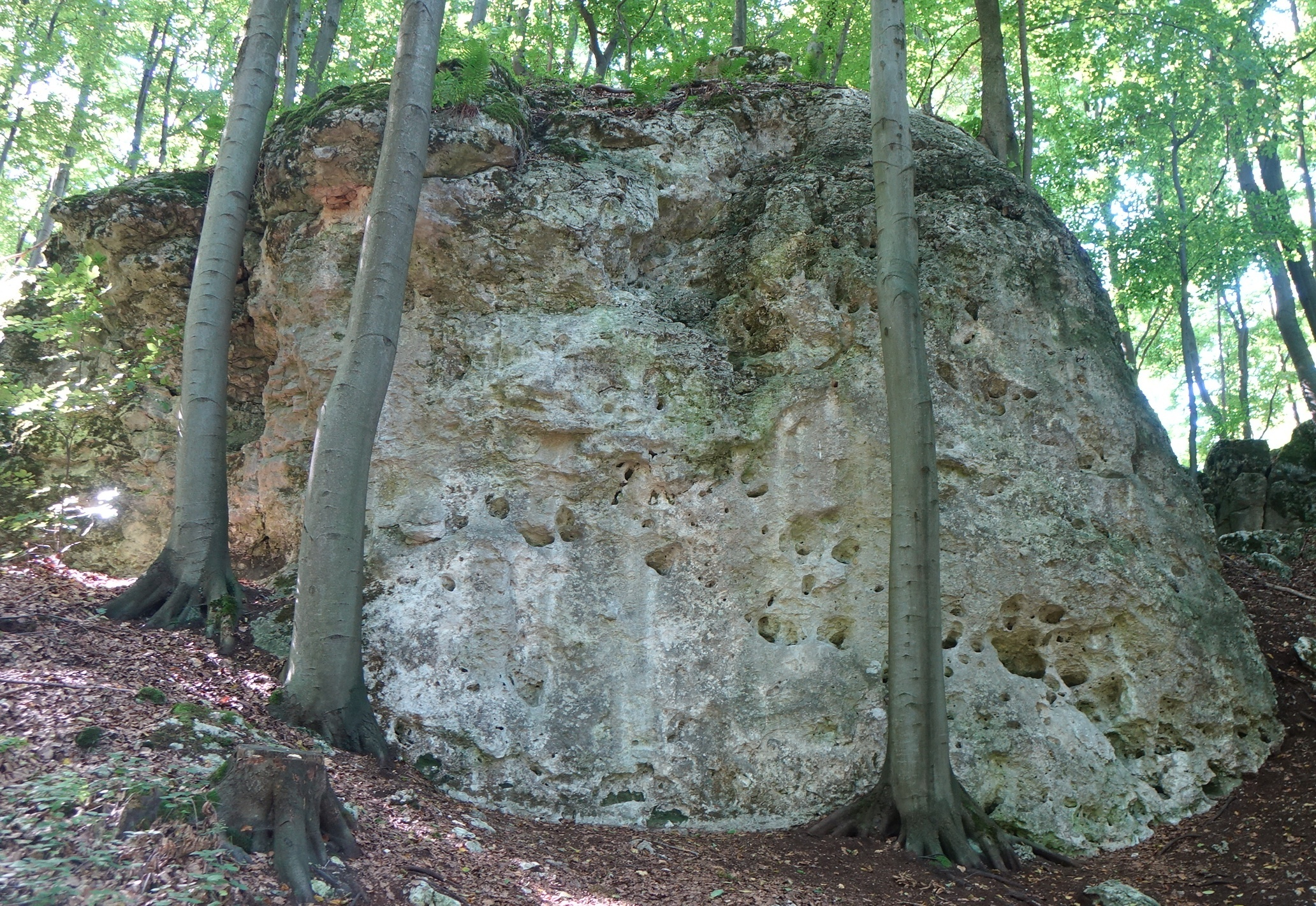
Mama Pandy

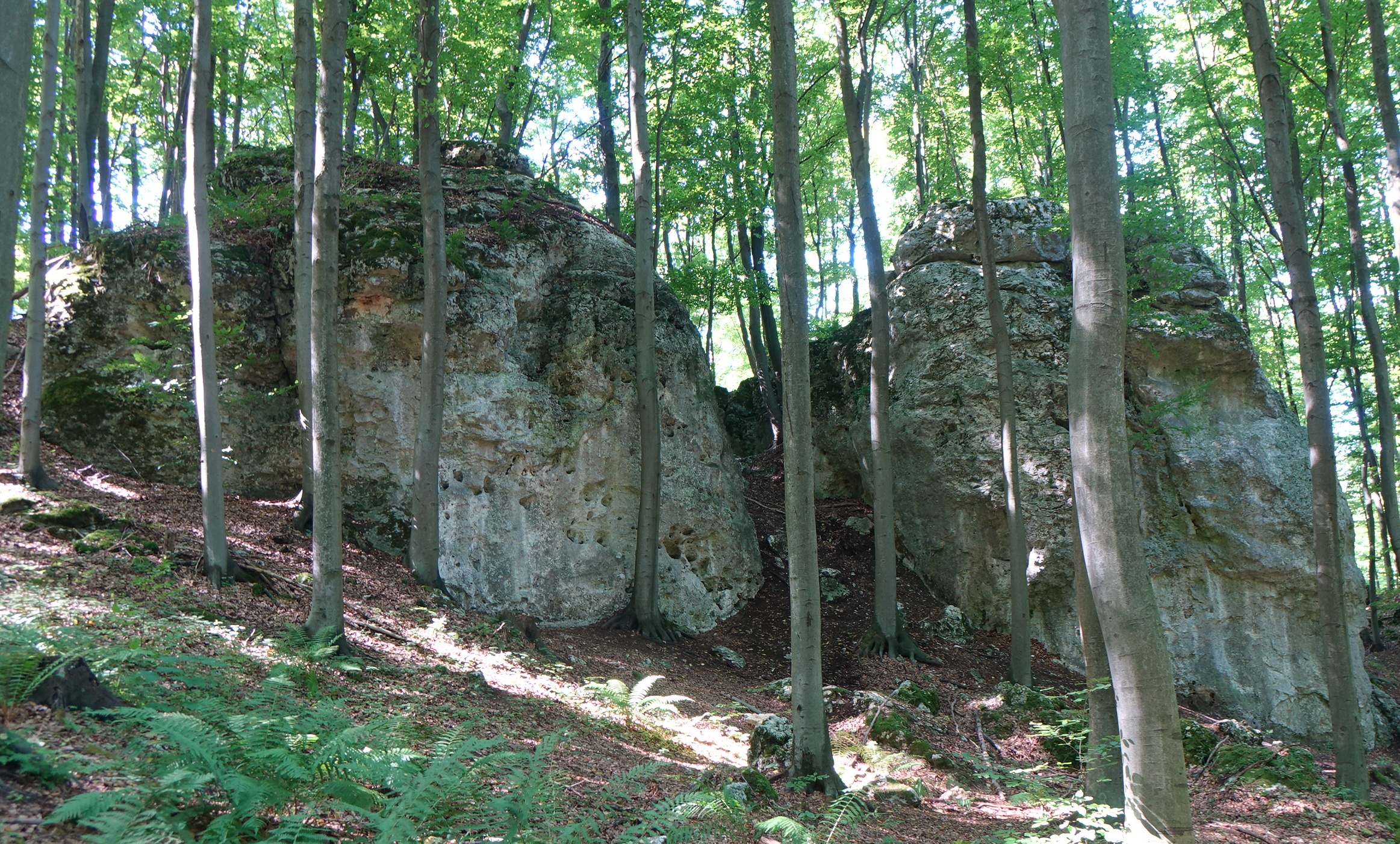
Mama Pandy i Ojciec Pandy

Mama Pandy – skała w lesie pomiędzy miejscowościami Siedlec, Suliszowice i Biskupice w województwie śląskim na Wyżynie Częstochowskiej. Można do niej dość od parkingu i wiaty biwakowej przy drodze po północnej stronie zabudowań Suliszowice-Szczypie (znajduje się zaraz obok skały Ojciec Pandy). Na niektórych portalach wspinaczkowych jest informacja, że znajduje się w granicach wsi Siedlec, jednak według mapy Geoportalu znajduje się w granicach wsi Biskupice w województwie śląskim, w powiecie częstochowskim, w gminie Olsztyn. W lesie tym są 4 skały, na których uprawiana jest wspinaczka skalna: Panda, Baby Pandy, Mama Pandy i Ojciec Pandy. Udostępniono je do wspinaczki w 2020–2021 r. w ramach gminnego projektu Kolczykujemy gminę Żarki.
Mama Pandy i Ojciec Pandy to dwie zbudowane z wapienia skały położone obok siebie w głębi lasu. Mama Pandy ma wysokość 8 m i pionową ścianę wspinaczkową. Jest na niej 6 łatwych dróg wspinaczkowych o trudności od IV do VI+w skali polskiej. Mają zamontowane stałe punkty asekuracyjne: ringi (r) i stanowiska zjazdowe (st).

## Drogi wspinaczkowe
1. Uzdrowienie; VI+, 3r + st
2. Dziupelki; V+, 2r + st
3. Filar kozy; V+, 4r + st
4. Przyczajona Panda; V, 4r + st
5. Familia Pandy; IV+, 4r +st
6. Mała Panda; IV, 3r + st[1].